# Hôtel de Guénégaud
Hôtel de Guénégaud, též Hôtel de Guénégaud des Brosses je městský palác v Paříži. Nachází se v ulici Rue des Archives č. 60 ve 3. obvodu. Sídlí zde Fondation de la Maison de la Chasse et de la Nature (Nadace Domu lovu a přírody) a soukromý klub stejného jména. Musée de la chasse et de la nature, které se zde nacházelo, bylo přesunuto do paláce hôtel de Mongelas.

## Historie
Palác si nechal postavit v letech 1651–1655 královský sekretář a státní rada Henri de Guénégaud, hrabě de Montbrison, markýz de Plancy architektem Françoisem Mansartem.
V roce 1703 palác koupil finančník Jean Romanet. V polovině 18. století se majitelem paláce stala šlechtická rodina Thiroux, která jej vlastnila až do roku 1895. Od poloviny 19. století palác sloužil obchodním účelům a postupně degradoval.
V roce 1929 byl zapsán mezi historické památky, ale už po čtyřech letech byl ze seznamu vyškrtnut. V roce 1959 se dokonce uvažovalo o demolici kvůli veřejnému ohrožení. Díky ministrovi kultury André Malrauxovi byl palác v roce 1962 opět zanesen mezi historické památky, koupen městem Paříží a jako jeden z prvních paláců zařazen do programu obnovy čtvrti Marais, který prosadil André Malraux.
V roce 1964 město Paříž pronajalo palác na 99 let Nadaci Maison de la Chasse et de la Nature, která byla pověřena restaurováním budovy. V únoru 1967 zde André Malraux otevřel Musée de la chasse et de la nature.

## Architektura
Hôtel de Guénégaud je klasickou ukázkou barokního pařížského městského paláce z poloviny 17. století. Tvoří ho corps de logis obklopená nádvořím a zahradou a dvěma křídly okolo a budovou vedoucí na ulici. Celek působí střízlivým dojmem. V paláci se dochovalo hlavní schodiště. Jedná se o jediný pařížský palác Françoise Mansarta dochovaný v původním stavu.